# FGF5
FGF5 (англ. Fibroblast growth factor 5) – білок, який кодується однойменним геном, розташованим у людей на короткому плечі 4-ї хромосоми.  Довжина поліпептидного ланцюга білка становить 268 амінокислот, а молекулярна маса — 29 551.
| 10         |  | 20         |  | 30         |  | 40         |  | 50         |
| ---------- |  | ---------- |  | ---------- |  | ---------- |  | ---------- |
| MSLSFLLLLF |  | FSHLILSAWA |  | HGEKRLAPKG |  | QPGPAATDRN |  | PRGSSSRQSS |
| SSAMSSSSAS |  | SSPAASLGSQ |  | GSGLEQSSFQ |  | WSPSGRRTGS |  | LYCRVGIGFH |
| LQIYPDGKVN |  | GSHEANMLSV |  | LEIFAVSQGI |  | VGIRGVFSNK |  | FLAMSKKGKL |
| HASAKFTDDC |  | KFRERFQENS |  | YNTYASAIHR |  | TEKTGREWYV |  | ALNKRGKAKR |
| GCSPRVKPQH |  | ISTHFLPRFK |  | QSEQPELSFT |  | VTVPEKKKPP |  | SPIKPKIPLS |
| APRKNTNSVK |  | YRLKFRFG   |  |            |  |            |  |            |

A: Аланін

C: Цистеїн

D: Аспарагінова кислота

E: Глутамінова кислота

F: Фенілаланін

G: Гліцин

H: Гістидин

I: Ізолейцин

K: Лізин

L: Лейцин

M: Метіонін

N: Аспарагін

P: Пролін

Q: Глутамін

R: Аргінін

S: Серин

T: Треонін

V: Валін

W: Триптофан

Кодований геном білок за функціями належить до факторів росту, мітогенів. 
Задіяний у таких біологічних процесах як поліморфізм, альтернативний сплайсинг. 
Секретований назовні.